# Paul Le Trévier
 (juillet 2010).
Si vous disposez d'ouvrages ou d'articles de référence ou si vous connaissez des sites web de qualité traitant du thème abordé ici, merci de compléter l'article en donnant les références utiles à sa vérifiabilité et en les liant à la section « Notes et références ».
Paul le Trévier, né le 3 décembre 1955, est un historien français spécialisé dans l'histoire de la Seconde Guerre mondiale dans la région normande et plus particulièrement à Rouen.
Il mène des études approfondies sur l’histoire de la Normandie, plus spécifiquement sur la Seconde Guerre mondiale. Ses premiers ouvrages sont focalisés sur les bombardements alliés (anglais puis américains) ayant pour cible la ville de Rouen – bombardements dont il est aujourd’hui l'un des spécialistes. Sa méthode croise l’analyse scientifique des sources (livres, archives, rapports militaires…) avec les témoignages des différents acteurs, afin de donner à ses études une forme accessible et pédagogique.

## Ouvrages
- Ce qui s'est vraiment passé le 19 avril 1944 (avec Daniel Rose)

Cet ouvrage donne une description très détaillée du bombardement du 19 avril 1944, depuis la préparation jusqu’aux conséquences dramatiques subies par la région et sa population. Ce raid allié, qui a pour objectif les installations ferroviaires de Sotteville-lès-Rouen, s'inscrit dans une logique de destruction systématique des triages du nord-ouest de la France, de la Belgique, jusqu’aux frontières mêmes de l’Allemagne. Le but : préparer le débarquement en empêchant après le D-day, l’arrivée de renforts vers les plages de Normandie. Ce bombardement va détruire une partie du centre historique de Rouen et ravager Sotteville-lès-Rouen à près de 70 %. Ce livre est basé sur l’analyse détaillée de documents venant des archives officielles ou issus de collections privées, avec cartes et rapports militaires confidentiels.
- 17 août 1942 - Objectif Rouen

Impliquant seulement 12 avions, le premier raid américain sur l’Europe pourtant une portée stratégique capitale : lancer la campagne de bombardements massifs sur l’Europe occupée.L’opération vise le triage de Sotteville et ses importantes installations ferroviaires. Pour les Américains, cette mission s’avère être un test clé : valider en conditions réelles de combat leur stratégie de bombardement de jour, le fameux daylight bombing. Très souvent cité, ce raid est pourtant largement méconnu. Des cartes élaborées à partir de relevés d’époque et de photos aériennes alliées, et la reproduction de rapports secrets apportent un témoignage précis sur l'Histoire de la Normandie.
- 9 juin 1940 : Ce jour où Rouen tomba

Déclenchée le 5 juin 1940 sur la Somme, la seconde partie du plan allemand Rot Fall (« plan rouge ») conduit les panzers des généraux Rommel et Lemelsen aux portes de la capitale normande. Le dimanche 9 juin, Rouen tombe. Ce livre explique en particulier l'origine et le développement de l'incendie allumé par les Allemands, qui ravage 15 hectares du quartier historique situé près de la cathédrale. Cartes et relevés, ainsi que des photos d'archives jusqu'alors inédites, expliquent le déroulement de cette terrible journée heure après heure, dans le contexte de Rouen de la fin des années 1930.
Ce livre a reçu le prix Dumanoir 2011 de l'Académie des sciences, belles-lettres et arts de Rouen.
- Les Maraîchers, 100 ans de bonheur au cœur de Rouen

Mille ans d'histoire de la place du Vieux-Marché au cœur de Rouen, autour du restaurant centenaire « Les Maraîchers ». Ce livre est d'abord une promenade dans l'histoire de la ville et de l'une de ses places mythiques, la place du Vieux-Marché. De tout temps, elle accueillit les hôtes de marque qui arrivaient en ville et paradaient sur la place, le marché animait la vie rouennaise, cet emplacement emblématique était aussi celui des exécutions publiques et on n'y fit pas exception quand on y brûla Jeanne d'Arc en 1431. Un voyage dans le temps en passant par les dédales du Moyen Âge, de la Renaissance, l'époque classique, avec l'accent sur le XXe siècle (la Grande Guerre, les années folles, la Seconde Guerre, les fifties, les temps modernes). C'est également une promenade architecturale, patrimoniale et gastronomique.